# Список тижневих чартів Billboard
Список тижневих чартів Billboard містить перелік музичних хіт-парадів США, що публікуються щотижнево в часописі «Білборд» на основі статистичних даних про продажі альбомів, ротацію пісень на радіо тощо.

## Список чартів
Легенда: 💰 — чарти на основі даних продажів альбомів та синглів. 📻 — чарти на основі даних ротації пісень на радіо. 🌐 — чарти на основі статистики стрімінгу пісень та відеокліпів. 🔥 — комбіновані чарти пісень, що враховують дані продажів, радіоротації та стрімінгу. 📈 — чарти альбомів на основі мультиметричного споживання.
| Хіт-парад                              | Опис                                                                                   | Поз.                | Тип                 | Джерела             | Засновано           | #                   |
| Загальні хіт-паради                    | Загальні хіт-паради                                                                    | Загальні хіт-паради | Загальні хіт-паради | Загальні хіт-паради | Загальні хіт-паради | Загальні хіт-паради |
| -------------------------------------- | -------------------------------------------------------------------------------------- | ------------------- | ------------------- | ------------------- | ------------------- | ------------------- |
| Billboard Hot 100                      | найпопулярніші пісні всіх жанрів                                                       | 100                 | пісні               | 🔥                  | 4 серпня 1958       | [ b 1 ]             |
| Billboard 200                          | найпопулярніші альбоми всіх жанрів                                                     | 200                 | альбоми             | 📈                  | 17 серпня 1963      | [ b 2 ]             |
| Artist 100                             | найпопулярніші артисти всіх жанрів                                                     | 100                 | артисти             | 💰📻🌐              | 19 липня 2014       | [ b 3 ]             |
| Social 50                              | найбільш активні в соц. мережах артисти                                                | 50                  | артисти             |                     | 11 грудня 2010      | [ b 4 ]             |
| Streaming Songs                        | найпопулярніші пісні на цифрових стрімінгових сервісах                                 | 50                  | пісні               | 🌐                  | 26 січня 2013       | [ b 5 ]             |
| Radio Songs                            | найпопулярніші пісні на радіо                                                          | 50                  | пісні               | 📻                  | 3 листопада 1990    | [ b 6 ]             |
| Digital Song Sales                     | найпопулярніші пісні за кількістю цифрових завантажень                                 | 50                  | пісні               | 💰                  | 30 жовтня 2004      | [ b 7 ]             |
| Top Album Sales                        | найбільш продавані альбоми                                                             | 100                 | альбоми             | 💰                  | 13 грудня 2014      | [ b 8 ]             |
| Top Current Album Sales                | найбільш продавані нові альбоми                                                        | 100                 | альбоми             | 💰                  | 5 грудня 2009       | [ b 9 ]             |
| Catalog Albums                         | найпопулярніші альбоми з каталогу                                                      | 50                  | альбоми             | 📈                  | 25 травня 1991      | [ b 10 ]            |
| Independent Albums                     | найпопулярніші альбоми, що вийшли на інді-лейблах                                      | 50                  | альбоми             | 📈                  | 5 лютого 2000       | [ b 11 ]            |
| Soundtracks                            | найпопулярніші саундтреки                                                              | 25                  | альбоми             | 📈                  | 30 червня 2001      | [ b 12 ]            |
| Vinyl Albums                           | найбільш продавані альбоми, що вийшли на вінілі                                        | 25                  | альбоми             | 💰                  | 22 січня 2011       | [ b 13 ]            |
| Hot 100 Songwriters                    | найпопулярніші автори пісень                                                           | 25                  | артисти             | 🔥                  | 1 червня 2019       | [ b 14 ]            |
| Hot 100 Producers                      | найпопулярніші продюсери                                                               | 25                  | артисти             | 🔥                  | 15 червня 2019      | [ b 15 ]            |
| Emerging Artists                       | артисти, що набувають популярності                                                     | 50                  | артисти             | 💰📻🌐              | 11 березня 2017     | [ b 16 ]            |
| Heatseekers Albums                     | альбоми, що набувають популярності                                                     | 25                  | альбоми             | 📈                  | 13 липня 1991       | [ b 17 ]            |
| Bubbling Under Hot 100                 | найпопулярніші пісні, що не потрапили до чарту Hot 100                                 | 25                  | пісні               | 🔥                  | 1 червня 1959       | [ b 18 ]            |
| Hot 100 Recurrents                     | найпопулярніші пісні, що раніше потрапляли до Hot 100                                  | 25                  | пісні               | 🔥                  | 30 листопада 1991   | [ b 19 ]            |
| Tastemaker Albums                      | найпопулярніші альбоми — законодавці смаку                                             | 25                  | альбоми             | 📈                  | 3 грудня 2005       | [ b 20 ]            |
| Хіт-паради по жанрах                   |                                                                                        |                     |                     |                     |                     |                     |
| Поп-музика                             |                                                                                        |                     |                     |                     |                     |                     |
| Pop Airplay                            | найпопулярніші поп-пісні                                                               | 40                  | пісні               | 📻                  | 3 жовтня 1992       | [ b 21 ]            |
| Adult Contemporary                     | найпопулярніші пісні сучасної музики для дорослих                                      | 30                  | пісні               | 📻                  | 17 липня 1961       | [ b 22 ]            |
| Adult Pop Airplay                      | найпопулярніші пісні поп-музики для дорослих                                           | 40                  | пісні               | 📻                  | 7 жовтня 1995       | [ b 23 ]            |
| Кантрі                                 |                                                                                        |                     |                     |                     |                     |                     |
| Hot Country Songs                      | найпопулярніші кантрі-пісні                                                            | 50                  | пісні               | 🔥                  | 20 жовтня 1958      | [ b 24 ]            |
| Top Country Albums                     | найпопулярніші кантрі-альбоми                                                          | 50                  | альбоми             | 📈                  | 11 січня 1964       | [ b 25 ]            |
| Country Streaming Songs                | найпопулярніші кантрі-пісні на цифрових стрімінгових сервісах                          | 25                  | пісні               | 🌐                  | 20 квітня 2013      | [ b 26 ]            |
| Country Airplay                        | найпопулярніші кантрі-пісні на радіо                                                   | 60                  | пісні               | 📻                  | 20 січня 1990       | [ b 27 ]            |
| Country Digital Song Sales             | найпопулярніші кантрі-пісні за кількістю цифрових завантажень                          | 25                  | пісні               | 💰                  | 23 січня 2010       | [ b 28 ]            |
| Bluegrass Albums                       | найпопулярніші блюграс-альбоми                                                         | 10                  | альбоми             | 📈                  | 20 липня 2002       | [ b 29 ]            |
| Americana/Folk Albums                  | найпопулярніші фолк- та американа-альбоми                                              | 25                  | альбоми             | 📈                  | 5 грудня 2009       | [ b 30 ]            |
| Country Songwriters                    | найпопулярніші автори кантрі-пісень                                                    | 10                  | артисти             | 🔥                  | 15 червня 2019      | [ b 31 ]            |
| Country Producers                      | найпопулярніші кантрі-продюсери                                                        | 10                  | артисти             | 🔥                  | 15 червня 2019      | [ b 32 ]            |
| Рок-музика                             |                                                                                        |                     |                     |                     |                     |                     |
| Hot Rock & Alternative Songs           | найпопулярніші рок- та альт-рок-пісні                                                  | 50                  | пісні               | 🔥                  | 20 червня 2009      | [ b 33 ]            |
| Top Rock & Alternative Albums          | найпопулярніші рок- та альт-рок-альбоми                                                | 50                  | альбоми             | 📈                  | 14 січня 2006       | [ b 34 ]            |
| Rock & Alternative Airplay             | найпопулярніші рок- та альт-рок-пісні на радіо                                         | 50                  | пісні               | 📻                  | 20 червня 2009      | [ b 35 ]            |
| Hot Rock Songs                         | найпопулярніші рок-пісні                                                               | 25                  | пісні               | 🔥                  | 20 червня 2009      | [ b 36 ]            |
| Top Rock Albums                        | найпопулярніші рок-альбоми                                                             | 25                  | альбоми             | 📈                  | 14 січня 2006       | [ b 37 ]            |
| Rock Streaming Songs                   | найпопулярніші рок-пісні на цифрових стрімінгових сервісах                             | 25                  | пісні               | 🌐                  | 20 квітня 2013      | [ b 38 ]            |
| Rock Digital Song Sales                | найпопулярніші рок-пісні за кількістю цифрових завантажень                             | 25                  | пісні               | 💰                  | 23 січня 2010       | [ b 39 ]            |
| Hot Alternative Songs                  | найпопулярніші альт-рок-пісні                                                          | 25                  | пісні               | 🔥                  | 13 червня 2020      | [ b 40 ]            |
| Top Alternative Albums                 | найпопулярніші альт-рок-альбоми                                                        | 25                  | альбоми             | 📈                  | 28 липня 2007       | [ b 41 ]            |
| Alternative Streaming Songs            | найпопулярніші альт-рок-пісні на цифрових стрімінгових сервісах                        | 25                  | пісні               | 🌐                  | 13 червня 2020      | [ b 42 ]            |
| Alternative Airplay                    | найпопулярніші альт-рок-пісні на радіо                                                 | 40                  | пісні               | 📻                  | 10 вересня 1988     | [ b 43 ]            |
| Alternative Digital Song Sales         | найпопулярніші альт-рок-пісні за кількістю цифрових завантажень                        | 25                  | пісні               | 💰                  | 22 січня 2011       | [ b 44 ]            |
| Hot Hard Rock Songs                    | найпопулярніші хард-рок-пісні                                                          | 25                  | пісні               | 🔥                  | 13 червня 2020      | [ b 45 ]            |
| Top Hard Rock Albums                   | найпопулярніші хард-рок-альбоми                                                        | 25                  | альбоми             | 📈                  | 28 липня 2007       | [ b 46 ]            |
| Hard Rock Streaming Songs              | найпопулярніші хард-рок-пісні на цифрових стрімінгових сервісах                        | 25                  | пісні               | 🌐                  | 13 червня 2020      | [ b 47 ]            |
| Hard Rock Digital Song Sales           | найпопулярніші хард-рок-пісні за кількістю цифрових завантажень                        | 25                  | пісні               | 💰                  | 22 січня 2011       | [ b 48 ]            |
| Adult Alternative Airplay              | найпопулярніші пісні альтернативного року для дорослих на радіо                        | 40                  | пісні               | 📻                  | 20 січня 1996       | [ b 49 ]            |
| Mainstream Rock Airplay                | найпопулярніші пісні мейнстрімного року на радіо                                       | 40                  | пісні               | 📻                  | 21 березня 1981     | [ b 50 ]            |
| Rock & Alternative Songwriters         | найпопулярніші автори пісень рок-музики та альтернативного року                        | 10                  | артисти             | 🔥                  | 15 червня 2019      | [ b 51 ]            |
| Rock & Alternative Producers           | найпопулярніші продюсери рок-музики та альтернативного року                            | 10                  | артисти             | 🔥                  | 15 червня 2019      | [ b 52 ]            |
| Rock Songwriters                       | найпопулярніші автори рок-пісень                                                       | 10                  | артисти             | 🔥                  | 2 липня 2022        | [ b 53 ]            |
| Rock Producers                         | найпопулярніші рок-продюсери                                                           | 10                  | артисти             | 🔥                  | 2 липня 2022        | [ b 54 ]            |
| Alternative Songwriters                | найпопулярніші автори пісень альтернативного року                                      | 10                  | артисти             | 🔥                  | 13 червня 2020      | [ b 55 ]            |
| Alternative Producers                  | найпопулярніші продюсери альтернативного року                                          | 10                  | артисти             | 🔥                  | 13 червня 2020      | [ b 56 ]            |
| Hard Rock Songwriters                  | найпопулярніші автори пісень хард-року                                                 | 10                  | артисти             | 🔥                  | 13 червня 2020      | [ b 57 ]            |
| Hard Rock Producers                    | найпопулярніші продюсери хард-року                                                     | 10                  | артисти             | 🔥                  | 13 червня 2020      | [ b 58 ]            |
| R&B та хіп-хоп                         |                                                                                        |                     |                     |                     |                     |                     |
| Hot R&B/Hip-Hop Songs                  | найпопулярніші R&B- та хіп-хоп-пісні                                                   | 50                  | пісні               | 🔥                  | 20 жовтня 1958      | [ b 59 ]            |
| Top R&B/Hip-Hop Albums                 | найпопулярніші R&B- та хіп-хоп-альбоми                                                 | 50                  | альбоми             | 📈                  | 30 січня 1965       | [ b 60 ]            |
| R&B/Hip-Hop Streaming Songs            | найпопулярніші R&B- та хіп-хоп-пісні на цифрових стрімінгових сервісах                 | 25                  | пісні               | 🌐                  | 20 квітня 2013      | [ b 61 ]            |
| R&B/Hip-Hop Airplay                    | найпопулярніші R&B- та хіп-хоп-пісні на радіо                                          | 50                  | пісні               | 📻                  | 4 квітня 1992       | [ b 62 ]            |
| R&B/Hip-Hop Digital Song Sales         | найпопулярніші R&B- та хіп-хоп-пісні за кількістю цифрових завантажень                 | 25                  | пісні               | 💰                  | 23 січня 2010       | [ b 63 ]            |
| Hot R&B Songs                          | найпопулярніші R&B-пісні                                                               | 25                  | пісні               | 🔥                  | 20 жовтня 2012      | [ b 64 ]            |
| Top R&B Albums                         | найпопулярніші R&B-альбоми                                                             | 25                  | альбоми             | 📈                  | 26 січня 2013       | [ b 65 ]            |
| R&B Streaming Songs                    | найпопулярніші R&B-пісні на цифрових стрімінгових сервісах                             | 15                  | пісні               | 🌐                  | 20 квітня 2013      | [ b 66 ]            |
| R&B Digital Song Sales                 | найпопулярніші R&B-пісні за кількістю цифрових завантажень                             | 15                  | пісні               | 💰                  | 10 листопада 2012   | [ b 67 ]            |
| Hot Rap Songs                          | найпопулярніші реп-пісні                                                               | 25                  | пісні               | 🔥                  | 11 березня 1989     | [ b 68 ]            |
| Top Rap Albums                         | найпопулярніші реп-альбоми                                                             | 25                  | альбоми             | 📈                  | 26 червня 2004      | [ b 69 ]            |
| Rap Streaming Songs                    | найпопулярніші реп-пісні на цифрових стрімінгових сервісах                             | 15                  | пісні               | 🌐                  | 20 квітня 2013      | [ b 70 ]            |
| Rap Airplay                            | найпопулярніші реп-пісні на радіо                                                      | 25                  | пісні               | 📻                  | 20 лютого 1999      | [ b 71 ]            |
| Rap Digital Song Sales                 | найпопулярніші реп-пісні за кількістю цифрових завантажень                             | 15                  | пісні               | 💰                  | 23 січня 2010       | [ b 72 ]            |
| Mainstream R&B/Hip-Hop Airplay         | найпопулярніші мейнстримні R&B- та хіп-хоп-пісні на радіо                              | 40                  | пісні               | 📻                  | 18 вересня 1993     | [ b 73 ]            |
| Adult R&B Airplay                      | найпопулярніші пісні R&B для дорослих на радіо                                         | 30                  | пісні               | 📻                  | 18 вересня 1993     | [ b 74 ]            |
| Rhythmic Airplay                       | найпопулярніші пісні ритмічної музики на радіо                                         | 40                  | пісні               | 📻                  | 3 жовтня 1992       | [ b 75 ]            |
| R&B/Hip-Hop Songwriters                | найпопулярніші автори R&B- та хіп-хоп-пісень                                           | 10                  | артисти             | 🔥                  | 15 червня 2019      | [ b 76 ]            |
| R&B/Hip-Hop Producers                  | найпопулярніші R&B- та хіп-хоп-продюсери                                               | 10                  | артисти             | 🔥                  | 15 червня 2019      | [ b 77 ]            |
| R&B Songwriters                        | найпопулярніші автори R&B-пісень                                                       | 10                  | артисти             | 🔥                  | 15 червня 2019      | [ b 78 ]            |
| R&B Producers                          | найпопулярніші R&B-продюсери                                                           | 10                  | артисти             | 🔥                  | 15 червня 2019      | [ b 79 ]            |
| Rap Songwriters                        | найпопулярніші автори реп-пісень                                                       | 10                  | артисти             | 🔥                  | 15 червня 2019      | [ b 80 ]            |
| Rap Producers                          | найпопулярніші реп-продюсери                                                           | 10                  | артисти             | 🔥                  | 15 червня 2019      | [ b 81 ]            |
| Латиноамериканська музика              |                                                                                        |                     |                     |                     |                     |                     |
| Hot Latin Songs                        | найпопулярніші латиноамериканські пісні                                                | 50                  | пісні               | 🔥                  | 6 вересня 1986      | [ b 82 ]            |
| Top Latin Albums                       | найпопулярніші латиноамериканські альбоми                                              | 50                  | альбоми             | 📈                  | 10 липня 1993       | [ b 83 ]            |
| Latin Streaming Songs                  | найпопулярніші латиноамериканські пісні на цифрових стрімінгових сервісах              | 25                  | пісні               | 🌐                  | 20 квітня 2013      | [ b 84 ]            |
| Latin Airplay                          | найпопулярніші латиноамериканські пісні на радіо                                       | 50                  | пісні               | 📻                  | 12 листопада 1994   | [ b 85 ]            |
| Latin Digital Song Sales               | найпопулярніші латиноамериканські пісні за кількістю цифрових завантажень              | 25                  | пісні               | 💰                  | 23 січня 2010       | [ b 86 ]            |
| Regional Mexican Albums                | найпопулярніші альбоми регіональної мексиканськоі музики                               | 20                  | альбоми             | 📈                  | 29 червня 1985      | [ b 87 ]            |
| Regional Mexican Airplay               | найпопулярніші пісні регіональної мексиканськоі музики на радіо                        | 40                  | пісні               | 🔥                  | 8 жовтня 1994       | [ b 88 ]            |
| Latin Pop Albums                       | найпопулярніші альбоми латиноамериканської поп-музики                                  | 20                  | альбоми             | 📈                  | 29 червня 1985      | [ b 89 ]            |
| Latin Pop Airplay                      | найпопулярніші пісні латиноамериканської поп-музики на радіо                           | 25                  | пісні               | 🔥                  | 8 жовтня 1994       | [ b 90 ]            |
| Tropical Albums                        | найпопулярніші альбоми карибської тропічної музики                                     | 20                  | альбоми             | 📈                  | 29 червня 1985      | [ b 91 ]            |
| Tropical Airplay                       | найпопулярніші пісні карибської тропічної музики на радіо                              | 25                  | пісні               | 🔥                  | 8 жовтня 1994       | [ b 92 ]            |
| Latin Rhythm Albums                    | найпопулярніші альбоми латиноамериканської ритмічної музики                            | 20                  | альбоми             | 📈                  | 21 травня 2005      | [ b 93 ]            |
| Latin Rhythm Airplay                   | найпопулярніші пісні латиноамериканської ритмічної музики на радіо                     | 25                  | пісні               | 🔥                  | 13 серпня 2005      | [ b 94 ]            |
| Latin Songwriters                      | найпопулярніші автори пісень латиноамериканської музики                                | 10                  | артисти             | 🔥                  | 15 червня 2019      | [ b 95 ]            |
| Latin Producers                        | найпопулярніші продюсери латиноамериканської музики                                    | 10                  | артисти             | 🔥                  | 15 червня 2019      | [ b 96 ]            |
| Електронна танцювальна музика          |                                                                                        |                     |                     |                     |                     |                     |
| Hot Dance/Electronic Songs             | найпопулярніші пісні електронної танцювальної музики                                   | 50                  | пісні               | 🔥                  | 26 січня 2013       | [ b 97 ]            |
| Top Dance/Electronic Albums            | найпопулярніші альбоми електронної танцювальної музики                                 | 25                  | альбоми             | 📈                  | 30 червня 2001      | [ b 98 ]            |
| Dance/Electronic Streaming Songs       | найпопулярніші пісні електронної танцювальної музики на цифрових стрімінгових сервісах | 25                  | пісні               | 🌐                  | 20 квітня 2013      | [ b 99 ]            |
| Dance/Electronic Digital Song Sales    | найпопулярніші пісні електронної танцювальної музики за кількістю цифрових завантажень | 25                  | пісні               | 💰                  | 23 січня 2010       | [ b 100 ]           |
| Dance/Mix Show Airplay                 | найпопулярніші пісні електронної танцювальної музики на радіо                          | 40                  | пісні               | 📻                  | 16 серпня 2003      | [ b 101 ]           |
| Dance Club Songs                       | найпопулярніші пісні електронної танцювальної музики в клубах                          | 55                  | пісні               |                     | 28 серпня 1976      | [ b 102 ]           |
| Dance/Electronic Songwriters           | найпопулярніші автори пісень електронної танцювальної музики                           | 10                  | артисти             | 🔥                  | 1 червня 2019       | [ b 103 ]           |
| Dance/Electronic Producers             | найпопулярніші продюсери електронної танцювальної музики                               | 10                  | артисти             | 🔥                  | 15 червня 2019      | [ b 104 ]           |
| Християнська музика                    |                                                                                        |                     |                     |                     |                     |                     |
| Hot Christian Songs                    | найпопулярніші християнські пісні                                                      | 50                  | пісні               | 🔥                  | 21 червня 2003      | [ b 105 ]           |
| Top Christian Albums                   | найпопулярніші християнські альбоми                                                    | 50                  | альбоми             | 📈                  | 12 листопада 1983   | [ b 106 ]           |
| Christian Streaming Songs              | найпопулярніші християнські пісні на цифрових стрімінгових сервісах                    | 25                  | пісні               | 🌐                  | 7 грудня 2013       | [ b 107 ]           |
| Christian Airplay                      | найпопулярніші християнські пісні на радіо                                             | 50                  | пісні               | 📻                  | 21 червня 2003      | [ b 108 ]           |
| Christian AC Airplay                   | найпопулярніші християнські пісні для дорослих на радіо                                | 30                  | пісні               | 📻                  | 21 червня 2003      | [ b 109 ]           |
| Christian Digital Song Sales           | найпопулярніші християнські пісні за кількістю цифрових завантажень                    | 25                  | пісні               | 💰                  | 23 січня 2010       | [ b 110 ]           |
| Hot Gospel Songs                       | найпопулярніші госпел-пісні                                                            | 25                  | пісні               | 🔥                  | 19 березня 2005     | [ b 111 ]           |
| Top Gospel Albums                      | найпопулярніші госпел-альбоми                                                          | 25                  | альбоми             | 📈                  | 26 листопада 1983   | [ b 112 ]           |
| Gospel Streaming Songs                 | найпопулярніші госпел-пісні на цифрових стрімінгових сервісах                          | 15                  | пісні               | 🌐                  | 7 грудня 2013       | [ b 113 ]           |
| Gospel Airplay                         | найпопулярніші госпел-пісні на радіо                                                   | 30                  | пісні               | 📻                  | 19 березня 2005     | [ b 114 ]           |
| Gospel Digital Song Sales              | найпопулярніші госпел-пісні за кількістю цифрових завантажень                          | 15                  | пісні               | 💰                  | 23 січня 2010       | [ b 115 ]           |
| Christian Songwriters                  | найпопулярніші автори пісень християнської музики                                      | 10                  | артисти             | 🔥                  | 15 червня 2019      | [ b 116 ]           |
| Christian Producers                    | найпопулярніші продюсери християнської музики                                          | 10                  | артисти             | 🔥                  | 15 червня 2019      | [ b 117 ]           |
| Gospel Songwriters                     | найпопулярніші автори госпел-пісень                                                    | 10                  | артисти             | 🔥                  | 15 червня 2019      | [ b 118 ]           |
| Gospel Producers                       | найпопулярніші госпел-продюсери                                                        | 10                  | артисти             | 🔥                  | 15 червня 2019      | [ b 119 ]           |
| Класична музика                        |                                                                                        |                     |                     |                     |                     |                     |
| Classical Albums                       | найпопулярніші альбоми класичної музики                                                | 25                  | альбоми             | 📈                  | 4 грудня 1993       | [ b 120 ]           |
| Classical Crossover Albums             | найпопулярніші кросовер-альбоми                                                        | 15                  | альбоми             | 📈                  | 30 жовтня 1993      | [ b 121 ]           |
| Traditional Classical Albums           | найпопулярніші альбоми традиційної класичної музики                                    | 15                  | альбоми             | 📈                  | 30 жовтня 1993      | [ b 122 ]           |
| Джаз                                   |                                                                                        |                     |                     |                     |                     |                     |
| Jazz Albums                            | найпопулярніші джазові альбоми                                                         | 25                  | альбоми             | 📈                  | 13 листопада 1993   | [ b 123 ]           |
| Contemporary Jazz Albums               | найпопулярніші альбоми сучасного джазу                                                 | 15                  | альбоми             | 📈                  | 28 лютого 1987      | [ b 124 ]           |
| Traditional Jazz Albums                | найпопулярніші альбоми традиційного джазу                                              | 15                  | альбоми             | 📈                  | 12 листопада 1983   | [ b 125 ]           |
| Smooth Jazz Airplay                    | найпопулярніші джазові пісні                                                           | 30                  | пісні               | 📻                  | 22 жовтня 2005      | [ b 126 ]           |
| Інші                                   |                                                                                        |                     |                     |                     |                     |                     |
| Billboard U.S. Afrobeats Songs         | найпопулярніші пісні в стилі афробіт                                                   | 50                  | пісні               | 💰🌐                | 2 квітня 2022       | [ b 127 ]           |
| Blues Albums                           | найпопулярніші блюзові альбоми                                                         | 15                  | альбоми             | 📈                  | 2 вересня 1995      | [ b 128 ]           |
| Cast Albums                            | найпопулярніші мюзікли                                                                 | 15                  | альбоми             | 📈                  | 14 січня 2006       | [ b 129 ]           |
| Comedy Albums                          | найпопулярніші комедійні альбоми                                                       | 10                  | альбоми             | 📈                  | 2 жовтня 2004       | [ b 130 ]           |
| Compilation Albums                     | найпопулярніші збірки                                                                  | 15                  | альбоми             | 📈                  | 30 жовтня 2004      | [ b 131 ]           |
| Kid Albums                             | найпопулярніші дитячі альбоми                                                          | 15                  | альбоми             | 📈                  | 9 вересня 1995      | [ b 132 ]           |
| New Age Albums                         | найпопулярніші альбоми нової хвилі                                                     | 10                  | альбоми             | 📈                  | 27 серпня 1988      | [ b 133 ]           |
| Reggae Albums                          | найпопулярніші регі-альбоми                                                            | 10                  | альбоми             | 📈                  | 5 лютого 1994       | [ b 134 ]           |
| World Albums                           | найпопулярніші альбоми етнічної музики                                                 | 15                  | альбоми             | 📈                  | 19 травня 1990      | [ b 135 ]           |
| World Digital Song Sales               | найпопулярніші пісні етнічної музики за кількістю цифрових завантажень                 | 15                  | пісні               | 💰                  | 23 січня 2010       | [ b 136 ]           |
| Міжнародні хіт-паради                  |                                                                                        |                     |                     |                     |                     |                     |
| Глобальні рейтинги                     |                                                                                        |                     |                     |                     |                     |                     |
| Billboard Global 200                   | найпопулярніші пісні з усього світу                                                    | 200                 | пісні               | 💰🌐                | 19 вересня 2020     | [ b 137 ]           |
| Billboard Global Excl. US              | найпопулярніші пісні з усього світу, окрім США                                         | 200                 | пісні               | 💰🌐                | 19 вересня 2020     | [ b 138 ]           |
| Хіти країн світу                       |                                                                                        |                     |                     |                     |                     |                     |
| Billboard Argentina Hot 100            | найпопулярніші пісні Аргентини                                                         | 25                  | пісні               | 🔥                  | 10 листопада 2018   | [ b 139 ]           |
| Billboard Canadian Hot 100             | найпопулярніші пісні Канади                                                            | 100                 | пісні               | 🔥                  | 31 березня 2007     | [ b 140 ]           |
| Billboard Canadian Albums              | найпопулярніші альбоми Канади                                                          | 100                 | альбоми             | 💰                  | 16 листопада 1996   | [ b 141 ]           |
| Billboard Japan Hot 100                | найпопулярніші пісні Японії                                                            | 100                 | пісні               | 🔥                  | 9 квітня 2011       | [ b 142 ]           |
| Billboard Vietnam Hot 100              | найпопулярніші пісні В'єтнаму                                                          | 25                  | пісні               | 🔥                  | 15 січня 2022       | [ b 143 ]           |
| Billboard Vietnam Top Vietnamese Songs | найпопулярніші пісні на в'єтнамській мові                                              | 25                  | пісні               | 💰🌐                | 15 січня 2022       | [ b 144 ]           |
| The Official U.K. Singles Chart        | найпопулярніші пісні Великої Британії                                                  | 20                  | пісні               | 💰🌐                | 29 січня 2011       | [ b 145 ]           |
| The Official U.K. Albums Chart         | найпопулярніші альбоми Великої Британії                                                | 20                  | альбоми             | 💰                  | 29 січня 2011       | [ b 146 ]           |
| Australia Songs                        | найпопулярніші пісні Австралії                                                         | 25                  | пісні               | 💰🌐                | 19 лютого 2022      | [ b 147 ]           |
| Australia Albums                       | найпопулярніші альбоми Австралії                                                       | 10                  | альбоми             | 💰                  | 29 січня 2011       | [ b 148 ]           |
| Austria Songs                          | найпопулярніші пісні Австрії                                                           | 25                  | пісні               | 💰🌐                | 19 лютого 2022      | [ b 149 ]           |
| Belgium Songs                          | найпопулярніші пісні Бельгії                                                           | 25                  | пісні               | 💰🌐                | 19 лютого 2022      | [ b 150 ]           |
| Bolivia Songs                          | найпопулярніші пісні Болівії                                                           | 25                  | пісні               | 💰🌐                | 19 лютого 2022      | [ b 151 ]           |
| Brazil Songs                           | найпопулярніші пісні Бразилії                                                          | 25                  | пісні               | 💰🌐                | 19 лютого 2022      | [ b 152 ]           |
| Chile Songs                            | найпопулярніші пісні Чилі                                                              | 25                  | пісні               | 💰🌐                | 19 лютого 2022      | [ b 153 ]           |
| Colombia Songs                         | найпопулярніші пісні Колумбії                                                          | 25                  | пісні               | 💰🌐                | 19 лютого 2022      | [ b 154 ]           |
| Croatia Songs                          | найпопулярніші пісні Хорватії                                                          | 25                  | пісні               | 💰🌐                | 6 серпня 2022       | [ b 155 ]           |
| Czech Republic Songs                   | найпопулярніші пісні Чехії                                                             | 25                  | пісні               | 💰🌐                | 19 лютого 2022      | [ b 156 ]           |
| Denmark Songs                          | найпопулярніші пісні Данії                                                             | 25                  | пісні               | 💰🌐                | 19 лютого 2022      | [ b 157 ]           |
| Ecuador Songs                          | найпопулярніші пісні Еквадору                                                          | 25                  | пісні               | 💰🌐                | 6 серпня 2022       | [ b 158 ]           |
| Finland Songs                          | найпопулярніші пісні Фінляндії                                                         | 25                  | пісні               | 💰🌐                | 19 лютого 2022      | [ b 159 ]           |
| France Songs                           | найпопулярніші пісні Франції                                                           | 25                  | пісні               | 💰🌐                | 19 лютого 2022      | [ b 160 ]           |
| Germany Songs                          | найпопулярніші пісні Німеччини                                                         | 25                  | пісні               | 💰🌐                | 19 лютого 2022      | [ b 161 ]           |
| Germany Albums                         | найпопулярніші альбоми Німеччини                                                       | 10                  | альбоми             | 💰                  | 5 лютого 2011       | [ b 162 ]           |
| Greece Songs                           | найпопулярніші пісні Греції                                                            | 25                  | пісні               | 💰🌐                | 19 лютого 2022      | [ b 163 ]           |
| Greece Albums                          | найпопулярніші альбоми Греції                                                          | 10                  | альбоми             | 💰                  | 23 липня 2011       | [ b 164 ]           |
| Hong Kong Songs                        | найпопулярніші пісні Гонконгу                                                          | 25                  | пісні               | 💰🌐                | 19 лютого 2022      | [ b 165 ]           |
| Hungary Songs                          | найпопулярніші пісні Угорщини                                                          | 25                  | пісні               | 💰🌐                | 19 лютого 2022      | [ b 166 ]           |
| Iceland Songs                          | найпопулярніші пісні Ісландії                                                          | 25                  | пісні               | 💰🌐                | 19 лютого 2022      | [ b 167 ]           |
| India Songs                            | найпопулярніші пісні Індії                                                             | 25                  | пісні               | 💰🌐                | 19 лютого 2022      | [ b 168 ]           |
| Indonesia Songs                        | найпопулярніші пісні Індонезії                                                         | 25                  | пісні               | 💰🌐                | 19 лютого 2022      | [ b 169 ]           |
| Ireland Songs                          | найпопулярніші пісні Ірландії                                                          | 25                  | пісні               | 💰🌐                | 19 лютого 2022      | [ b 170 ]           |
| Luxembourg Songs                       | найпопулярніші пісні Люксембургу                                                       | 25                  | пісні               | 💰🌐                | 19 лютого 2022      | [ b 171 ]           |
| Malaysia Songs                         | найпопулярніші пісні Малайзії                                                          | 25                  | пісні               | 💰🌐                | 19 лютого 2022      | [ b 172 ]           |
| Mexico Songs                           | найпопулярніші пісні Мексики                                                           | 25                  | пісні               | 💰🌐                | 19 лютого 2022      | [ b 173 ]           |
| Netherlands Songs                      | найпопулярніші пісні Нідерландів                                                       | 25                  | пісні               | 💰🌐                | 19 лютого 2022      | [ b 174 ]           |
| New Zealand Songs                      | найпопулярніші пісні Нової Зеландії                                                    | 25                  | пісні               | 💰🌐                | 19 лютого 2022      | [ b 175 ]           |
| Norway Songs                           | найпопулярніші пісні Норвегії                                                          | 25                  | пісні               | 💰🌐                | 19 лютого 2022      | [ b 176 ]           |
| Peru Songs                             | найпопулярніші пісні Перу                                                              | 25                  | пісні               | 💰🌐                | 19 лютого 2022      | [ b 177 ]           |
| Philippines Songs                      | найпопулярніші пісні Філіппін                                                          | 25                  | пісні               | 💰🌐                | 19 лютого 2022      | [ b 178 ]           |
| Poland Songs                           | найпопулярніші пісні Польщі                                                            | 25                  | пісні               | 💰🌐                | 19 лютого 2022      | [ b 179 ]           |
| Portugal Songs                         | найпопулярніші пісні Португалії                                                        | 25                  | пісні               | 💰🌐                | 19 лютого 2022      | [ b 180 ]           |
| Romania Songs                          | найпопулярніші пісні Румунії                                                           | 25                  | пісні               | 💰🌐                | 19 лютого 2022      | [ b 181 ]           |
| Singapore Songs                        | найпопулярніші пісні Сінгапуру                                                         | 25                  | пісні               | 💰🌐                | 19 лютого 2022      | [ b 182 ]           |
| Slovakia Songs                         | найпопулярніші пісні Словаччини                                                        | 25                  | пісні               | 💰🌐                | 19 лютого 2022      | [ b 183 ]           |
| South Africa Songs                     | найпопулярніші пісні Південної Африки                                                  | 25                  | пісні               | 💰🌐                | 19 лютого 2022      | [ b 184 ]           |
| South Korea Songs                      | найпопулярніші пісні Південної Кореї                                                   | 25                  | пісні               | 💰🌐                | 7 травня 2022       | [ b 185 ]           |
| Spain Songs                            | найпопулярніші пісні Іспанії                                                           | 25                  | пісні               | 💰🌐                | 19 лютого 2022      | [ b 186 ]           |
| Sweden Songs                           | найпопулярніші пісні Швеції                                                            | 25                  | пісні               | 💰🌐                | 19 лютого 2022      | [ b 187 ]           |
| Switzerland Songs                      | найпопулярніші пісні Швейцарії                                                         | 25                  | пісні               | 💰🌐                | 19 лютого 2022      | [ b 188 ]           |
| Taiwan Songs                           | найпопулярніші пісні Тайваню                                                           | 25                  | пісні               | 💰🌐                | 19 лютого 2022      | [ b 189 ]           |
| Turkey Songs                           | найпопулярніші пісні Туреччини                                                         | 25                  | пісні               | 💰🌐                | 19 лютого 2022      | [ b 190 ]           |
| U.K. Songs                             | найпопулярніші пісні Великої Британії                                                  | 25                  | пісні               | 💰🌐                | 19 лютого 2022      | [ b 191 ]           |
| Інші хіт-паради                        |                                                                                        |                     |                     |                     |                     |                     |
| Веб-чарти                              |                                                                                        |                     |                     |                     |                     |                     |
| Real Time - Hot Trending Songs         | найбільш обговорювані в Твітері пісні                                                  | 20                  | пісні               |                     | 30 жовтня 2021      | [ b 192 ]           |
| Weekly - Hot Trending Songs            | найбільш обговорювані у Твітері пісні за тиждень                                       | 20                  | пісні               |                     | 30 жовтня 2021      | [ b 193 ]           |
| Bandsintown U.S. Top Artists           | артисти США з найбільшою фан-базою                                                     | 50                  | артисти             |                     | 19 жовтня 2019      | [ b 194 ]           |
| Bandsintown U.S. Rising Artists        | артисти США зі зростаючою фан-базою                                                    | 50                  | артисти             |                     | 19 жовтня 2019      | [ b 195 ]           |
| Bandsintown Global Top Artists         | світові артисти з найбільшою фан-базою                                                 | 50                  | артисти             |                     | 19 жовтня 2019      | [ b 196 ]           |
| Bandsintown Global Rising Artists      | світові артисти зі зростаючою фан-базою                                                | 50                  | артисти             |                     | 19 жовтня 2019      | [ b 197 ]           |
| Top Triller Global                     | найпопулярніші пісні у соц. мережі Triller                                             | 20                  | пісні               |                     | 18 липня 2020       | [ b 198 ]           |
| Top Triller U.S.                       | найпопулярніші пісні США у соц. мережі Triller                                         | 20                  | пісні               |                     | 18 липня 2020       | [ b 199 ]           |
| LyricFind Global                       | найпопулярніші пісні на сайті LyricFind                                                | 25                  | пісні               |                     | 7 листопада 2015    | [ b 200 ]           |
| LyricFind U.S.                         | найпопулярніші пісні США на сайті LyricFind                                            | 25                  | пісні               |                     | 7 листопада 2015    | [ b 201 ]           |
| Сезонні хіт-паради                     |                                                                                        |                     |                     |                     |                     |                     |
| Songs of the Summer                    | найпопулярніші пісні літа                                                              | 20                  | пісні               | 🔥                  | 17 липня 2010       | [ b 202 ]           |
| Holiday 100                            | найпопулярніші святкові пісні                                                          | 100                 | пісні               | 🔥                  | 10 грудня 2011      | [ b 203 ]           |
| Top Holiday Albums                     | найпопулярніші святкові альбоми                                                        | 50                  | альбоми             | 📈                  | 21 грудня 1985      | [ b 204 ]           |
| Holiday Streaming Songs                | найпопулярніші святкові пісні на цифрових стрімінгових сервісах                        | 50                  | пісні               | 🌐                  | 14 грудня 2013      | [ b 205 ]           |
| Holiday Airplay                        | найпопулярніші святкові пісні на радіо                                                 | 50                  | пісні               | 📻                  | 8 грудня 2001       | [ b 206 ]           |
| Holiday Digital Song Sales             | найпопулярніші святкові пісні за кількістю цифрових завантажень                        | 50                  | пісні               | 💰                  | 16 жовтня 2010      | [ b 207 ]           |

## Список закритих чартів
- Active Rock (закритий 2013)
- Blues Digital Song Sales (2020)
- Bubbling Under R&B/Hip-Hop
- China Top 100 (2019)
- Christian AC Indicator (2022)
- Christian Hot AC/CHR (2022)
- Christian Rock (2019)
- Christian Soft AC (2018)
- Classical Budget/Midline Albums
- Classical Digital Song Sales (2020)
- Comedy Digital Track Sales (2020)
- Comprehensive Music Video
- Country Catalog Albums
- Country Singles Sales (2005)
- Dance Singles Sales (2013)
- Dance/Electronic Album Sales
- Digital Albums (2019)
- Euro Digital Song Sales (2022)
- Euro Digital Tracks (2014)
- European Hot 100 Singles (2010)
- Global Dance Tracks (2013)
- Heatseekers Albums (East North Central)
- Heatseekers Albums (Middle Atlantic)
- Heatseekers Albums (Mountain)
- Heatseekers Albums (Northeast)
- Heatseekers Albums (Pacific)
- Heatseekers Albums (South Atlantic)
- Heatseekers Albums (South Central)
- Heatseekers Albums (West North Central)
- Heatseekers Songs (2014)
- Heritage Rock (2013)
- Honor Roll of Hits (1963)
- Hot Crossover 30 (1990)
- Hot Digital Tracks
- Hot RingMasters
- Hot Ringtones
- Hot Singles Sales (2017)
- Hot Videoclips
- Indonesia Top 100 (2020)
- Jazz Digital Song Sales (2020)
- K-Pop 100 (2022)
- Kid Digital Song Sales (2020)
- Luxembourg Digital Song Sales (2020)
- Most Played by Jockeys (1958)
- Most Played in Juke Boxes (1957)
- New Age Digital Song Sales (2020)
- Philippine Hot 100 (2018)
- Philippine Top 20 (2018)
- Pop 100 (2009)
- Pop 100 Airplay (2009)
- Pop Digital Song Sales (2020)
- R&B/Hip-Hop Catalog Albums
- Reggae Digital Song Sales (2020)
- Spotify Rewind
- Spotify Velocity
- Switzerland Digital Song Sales (2022)
- Top 40 Tracks (2005)
- Top Internet Albums
- Viral 50